# 南红门行宫
南红门行宫，俗称南宫，位于北京市大兴区瀛海镇南宫村路西，是南苑的四大行宫之一（其他三个是新衙门行宫、旧衙门行宫、团河行宫）。现已无存。

## 简介
《日下旧闻考》卷七十五《国朝苑囿南苑二》记载：

南宫，宫门二重，前殿五楹，后殿五楹，再后西正室三楹。（《南苑册》）臣等谨按：南宫在南红门内里许，门对苑墙。康熈五十二年建。前殿内御题额曰：“芳甸怡春”，聨曰：“暎窗黛郁千年树，挿架芸芳四库书。”西间为佛室，聨曰：“大自在因臻最上，妙观察智悟真如。”后殿御题额曰：“景湛清华”，聨曰：“渌水亭前罗带绕，碧山窗外画屏开。”又聨曰：“树将暖旭轻笼牖，花与香风并入帘。”三卷房东间额曰：“畅远襟”，聨曰：“景欣孚甲含胎际，春在人心物性间。”西间聨曰：“草木惬生意，风泉清道心。”后间聨曰：“入目景光浑似旧，得心兴会每殊前。”再后西正室聨曰：“惬心雅得个中趣，澄景凭催象外诗。”内间额曰：“理趣”。
乾隆七年御制秋夕于南红门行宫对月有作：去岁龙沙试秋狝，关山月色闲吟遣。今宵桂魄还分明，离宫照我无限情。谁知几缺复几圆，暗换今年与去年。去年月即今年月，何必视昔空怅然。白露瀼瀼衣袂冷，倚楹相对忘懐永。
乾隆十八年御制南红门行宫晩坐诗：旋跸临南苑，行宫憩息便。庭轩信潇洒，书史足周旋。窗纸今宵朗，壁题前度悬。治（平声）平何所就，睫眼又三年。（不到南苑者，盖三年矣。）
乾隆二十八年御制畅远襟轩诗：诡石弗罗墀，纵观雅得宜。盆花仍焙蕊，树叶未抽枝，适才临春仲，无过坐片时。远襟付谁畅，虚室不言知。
乾隆四十一年御制畅远襟轩口号：曲室回廊四面围，循名轩额似相违。畅懐近远宁因此，笑属多言辨是非（去声）。
臣等谨按：南红门行宫暨畅远襟轩御制诗，谨绎有关纪述事实者，恭载卷内，余不备录。

南红门行宫位于“南红门内里许”，即如今的大兴区南宫村路西。南红门行宫建于清朝康熙五十二年（1713年），有宫门两重，坐北朝南，门对着南苑的苑墙。前殿五楹，御题额曰“芳甸怡春”。西间是佛室。后殿五楹，御题额曰“景湛清华”。三捲房东间题额曰“畅远襟”，内间题额曰“理趣”。南红门行宫为清朝皇帝在南苑晾鹰台大阅时的驻跸处。康熙帝、乾隆帝等皇帝巡幸畿甸、阅视永定河工时，多在此驻跸。
清朝光绪二十六年八月（1900年），八国联军洗劫南苑时，焚毁南红门行宫。如今北普陀影视城内尚存一块石刻，为南红门行宫的遗物。